# Pequeño teatro de Las Vegas
El Pequeño teatro de Las Vegas (en inglés: Las Vegas Little Theater) es un teatro comunitario en la ciudad de Las Vegas, en el estado de Nevada al oeste de los Estados Unidos, fue fundado en 1978 por Jack Bell y Jack Nickolson. Allí se ofrecen clases de actuación. Este es el teatro más antiguo de operación pequeña en el valle. Tiene una capacidad en su parte principal para 155 personas.